# ألكسندر بوجوموليتس
ألكسندر بوجوموليتس (بالأوكرانية: Богомолець Олександр Олександрович)‏ (12 مايو 1881 في كييف - 19 يوليو 1946 في كييف) طبيب، وأستاذ جامعي، وكاتب غير روائي، وسياسي من الإمبراطورية الروسية.

## الجوائز
- جائزة الاتحاد السوفيتي الحكومية
- وسام لينين
- بطل العمل الاشتراكي
- وسام الحرب الوطنية من الدرجة الأولى
- وسام الراية الحمراء من حزب العمال
- عالم أوكرانيا المكرم  [لغات أخرى]‏
- وسام العمل الشجاع في الحرب الوطنية العظمى 1941-1945